# Szuahéli veréb
A szuahéli veréb (Passer suahelicus) a madarak osztályának verébalakúak (Passeriformes)  rendjébe és a verébfélék (Passeridae) családjába tartozó faj.

## Rendszerezése
A fajt Anton Reichenow német ornitológus írta le 1904-ben, még a szürkefejű veréb (Passer griseus) alfajaként Passer griseus suahelicus néven.

## Előfordulása
Kelet-Afrikában, Kenya és Tanzánia területén honos. Természetes élőhelyei a szubtrópusi vagy trópusi szavannák és cserjések, valamint vidéki kertek és városi régiók. Állandó, nem vonuló faj.

## Megjelenése
Testhossza 16 centiméter, testtömege 20-30 gramm.
|  |

## Természetvédelmi helyzete
Az elterjedési területe nagyon nagy, egyedszáma pedig stabil. A Természetvédelmi Világszövetség Vörös listáján nem fenyegetett fajként szerepel.